# Штранге, Михаил Михайлович
Михаи́л Миха́йлович Штра́нге (30 сентября 1907, Казань — 1968, Москва) — русский советский историк и литератор.

## Биография
После Октябрьской революции, с 1923 года, находился в эмиграции во Франции, жил в замке Château d'Arcine со своими родителями в департаменте Верхняя Савойя.
В 1928 году окончил колледж Collège de Bonneville, получив диплом конструктора-кораблестроителя. Некоторое время работал на кораблестроительном заводе в Антверпене. Затем решил продолжить своё образование и учился в 1930-х годах на математическом, затем — на историко-филологическом факультете Сорбонны. После этого занимался литературной деятельностью.
Во время Второй мировой войны Штранге был участником Сопротивления, а после её окончания, в 1947 году, вернулся в СССР. В Советском Союзе работал в Фундаментальной библиотеке общественных наук АН СССР, был научным сотрудником Института истории АН СССР. Занимался преимущественно историей Франции и России, был автором изданных в Москве монографий: «Русское общество и французская революция 1789—1794 гг.» (1956) и «Демократическая интеллигенция России в XVIII веке» (1965).
Умер в 1968 году. В Российской государственной библиотеке имеются материалы, относящиеся к М. М. Штранге.